# Villas Costa Rica
Villas Costa Rica är en ort i Mexiko.   Den ligger i kommunen Playas de Rosarito och delstaten Baja California, i den nordvästra delen av landet, 2 300 km nordväst om huvudstaden Mexico City. Villas Costa Rica ligger 227 meter över havet och antalet invånare är 141.
Terrängen runt Villas Costa Rica är platt åt nordväst, men åt sydost är den kuperad. Runt Villas Costa Rica är det tätbefolkat, med 913 invånare per kvadratkilometer. Närmaste större samhälle är Tijuana, 12,3 km norr om Villas Costa Rica. Omgivningarna runt Villas Costa Rica är i huvudsak ett öppet busklandskap.